# PLM HP 1–900
Die zweiachsigen gedeckten Güterwagen der Gattung HP mit den Nummern 1–900 wurden ab 1898 von Magnard et Cie für die französische Chemins de fer de Paris à Lyon et à la Méditerranée (PLM) gebaut.

## Geschichte
Insgesamt entstanden 900 Exemplare, die vor allem für den Transport von frischen Lebensmitteln, wie Gemüse und Obst, eingesetzt wurden. Damit frische Waren auch sicher aus den ländlichen Gegenden im Süden nach Paris transportiert werden konnten, besaßen die Wagen etliche Lüftungsgitter und -klappen, um eine hohe Luftzirkulation zu gewährleisten. Der Wagen mit der Nummer 400 wurde 1900 auf der Weltausstellung in Paris ausgestellt (siehe: Liste von Eisenbahnwagen auf der Weltausstellung Paris 1900).
Die Wagen waren mit einer Druckluftbremse ausgerüstet. Zwischen 1905 und 1907 wurde der Achsabstand von 3000 auf 3700 mm vergrößert. Ab 1915 wurden 89 Wagen mit moderner Kältetechnik ausgestattet. Gelegentlich wurden einzelne Wagen in Personenzügen eingestellt. In diesem Fall durfte das maximale Ladegewicht statt 13 t nur 8 t betragen.
Eine Weiterentwicklung dieser Baureihe waren die ab 1906 gebauten Wagen HP 901–1830.

## Bezeichnung und Nummerierung
| Baujahre  | Anzahl | Hersteller     | Nummerierung | Nummerierung ab 1921           |
| --------- | ------ | -------------- | ------------ | ------------------------------ |
| 1898–1902 | 900    | Magnard et Cie | HP 1–900     | Fa 32701–33506 und 34369–34457 |